# 異度凶情
《異度凶情》，香港無綫電視時裝驚悚電視劇，監製梅小青，由劉錫明、梁佩玲、蔡少芬、郭可盈、吳國敬、何婉盈、劉兆銘等主演。
本劇是劉錫明於無綫電視的告別作，受倪震抹黑事件影響，他的演藝生涯受到重創，遂於劇集殺青後跟TVB解約，轉往台灣發展。

## 簡介
1968年,陳牛被債主追債走投無路之下，只好向羅祥求助，羅祥為報恩而盡力幫他。一夜,羅祥買馬票,竟中了頭獎,正高興之際,被陳牛、毛強及葉大發得知,貪念大起,潛進祥家偷錢,被文英撞見,陳牛等辣手將一家四口殺死。此時,牛妻蘭娟作動,謝好找陳牛回家,目睹一切,但她愛子情深,決將此事隱瞞。他們誓想不到,羅祥之子國良竟已趁機投入蘭娟之胎內轉世,成為陳牛第四子家博。
十多年後,家博從外國唸完 醫科畢業回港,甚得陳牛歡心。時陳牛已是城中巨富,改名陳滔,而謝好雙眼已盲,終日替陳牛唸經拜神,為他消除孽債。偶然間，陳牛之母找來了大師，竟發現陳家博是羅祥兒子之來世，今生是來報仇的。而羅祥一家之冤魂，也隨之回來，不斷向陳牛復仇。
陳家博無意間認識了姚美琪，後又在一次車禍中被女鬼羅小薇相救，使陳家博深感奇怪。後姚美琪意外死了，羅小薇乘機上了姚美琪身，借屍還魂，與陳家博展開了人鬼戀。
羅祥一家冤魂不斷作法，使陳牛家破人亡，但陳牛中了一張六合彩，本想東山再起，但是被三個小混混活活打死，還真的是因果報應；不是不報，時候未到。

## 演員表

### 陳家
| 演員   | 角色   | 關係/暱稱 |
| 黎 宣  | 謝 好  | 陳家博奶奶 知道陳滔殺人但不忍心報案 于第3集被鬼丟下樓身亡                                                                              |
| 劉兆銘 | 陳 滔  | 原名陳牛 阿 牛 陳家博父親 與葉發及毛強三人同夥謀財害命 於第20集結尾死於報應。                                                          |
| 劉桂芳 | 周蘭娟 | 陳滔之妻子 於第19集坐電梯被摔死 |
| 梁建平 | 陳家榮 | 陳滔之長子 陳家希、陳家安、陳家博之兄 於第19集在工地被刺死                                                                             |
| 李秀媚 | 陳家希 | 陳滔之次女 陳家榮之妹 陳家安、陳家博之姊 於第18集意外失足摔死                                                                          |
| 戴少民 | 陳家安 | 陳滔之三子 陳家榮、陳家希之弟 陳家博之兄 於第18集被電風扇砸死                                                                          |
| 劉錫明 | 陳家博 | 阿 博 香港醫生 陳滔之四子 陳家榮、陳家希、陳家安之弟 姚美琪男友 與羅小薇人鬼戀 羅祥之子轉世 於第20集與附在其體內的文英衝入火海同歸於盡 |

### 羅家
| 演員           | 角色   | 關係/暱稱                                                                    |
| 林尚武         | 羅 祥  | 阿 祥 多年前中馬票而被陳滔謀財害命 現化為冤魂復仇 於第20集其魂魄被董先居收服 |
| 文潔雲         | 阮文英 | 羅祥之妻子 多年前被而陳滔謀財害命 現化為冤魂復仇                             |
| 左健斌         | 良 仔  | 陳家博之前世 羅祥之子 羅小薇之表哥 多年前被陳滔謀財害命                      |
| 趙海怡（童年） | 羅小薇 | 羅祥、文英之外甥女 良仔之表妹 多年前被陳滔謀財害命 現化為冤魂。              |
| 蔡少芬         | 羅小薇 | 羅祥、文英之外甥女 良仔之表妹 多年前被陳滔謀財害命 現化為冤魂。              |

### 鬼
| 演員   | 角色   | 關係/暱稱                              |
| 林尚武 | 羅 祥  | 參見羅家                               |
| 文潔雲 | 阮文英 | 參見羅家                               |
| 蔡少芬 | 羅小薇 | 與陳家博人鬼戀 借姚美琪屍還魂 參見羅家 |
| 張慧儀 | 珠 女  | 古友友之前女友                         |

### 葉家
| 演員   | 角色   | 關係/暱稱                                                                 |
| 郭德信 | 葉 發  | 葉慧之父 多年前與陳滔、毛強一起謀財害命 多年來良心過意不去 最後于20集死亡 |
| 李麗麗 | 方燕嫦 | 葉發之妻 張振光之妻 葉慧之母                                              |
| 羅 莽  | 張振光 | 方燕嫦之夫 張秀儀之父 葉慧之繼父 陳滔手下 於第18集被陳滔殺死              |
| 梁佩玲 | 葉 慧  | 疾惡如仇的督察 陳家博之好友 葉發之女                                      |
| 何婉盈 | 張秀儀 | 葉慧之繼妹 張振光之女 喜歡古友友                                          |

### 姚家
| 演員   | 角色   | 關係/暱稱                                                        |
| 陳勉良 | 姚應波 | 姚美琪之父                                                       |
| 溫雙燕 | 郭鳳玲 | 姚美琪之母                                                       |
| 郭可盈 | 姚美琪 | Maggie 喜歡陳家博 於第11集意外失足墜樓喪生，之後被羅小薇借屍還魂 |
| 王啟德 | 姚偉健 | 姚美琪之弟                                                       |

### 警察
| 演員   | 角色   | 關係/暱稱               |
| 梁佩玲 | 葉 慧  | 參見葉家                |
| 吳國敬 | 古友友 | 陳家博好友 喜歡葉慧     |
| 李衛民 | 阿 東  | CID '葉慧、古友友之同事 |
| 黃建峰 | 阿 寶  | CID '葉慧、古友友之同事 |
| 羅國維 | 上 司  | 葉慧、古友友之上司      |

### 靈異雜誌社
| 演員   | 角色   | 關係/暱稱            |
| 樓南光 | 占兆天 | 「靈異雜誌社」社長   |
| 王維德 | 阿雄   | 「靈異雜誌社」職員   |
| 王偉樑 | 阿華   | 「靈異雜誌社」職員   |
| 唐葳娜 | 阿敏   | 「靈異雜誌社」女職員 |

### 其他演員
- 朱鐵和 飾 董先居（法師）
- 麥子雲 飾 毛強（與陳滔、葉大發一起謀財害命，於第17集被陳滔滅口。）
- 林家棟 飾 Johnny（姚美琪前男友）
- 鮑　方 飾 秦應同
- 馮瑞珍 飾 馬票小販
- 陸麗燕 飾 林姑娘（護士）
- 譚一清 飾 醫生
- 蕭玉燕 飾 Kitty
- 曾令茵 飾 Lily
- 羅　維 飾 Evic
- 黃仲匡 飾 胖子（飛機乘客）
- 黎秀英 飾 彩姐（陳家工人）
- 鄭家生 飾 漢（鬧事者）
- 凌　漢 飾 王院長
- 孫季卿 飾 至登大師（出家人）
- 曹　濟 飾 法醫官
- 方靄玲 飾 鍾太
- 蘇恩磁 飾 才母
- 鄧麗文 飾 Ida
- 梁家偉 飾 才仔
- 周日鳳 飾 Ann
- 楊展強 飾 石仔
- 歐陽莎菲 飾 外婆（古友友之外婆）
- 呂劍光 飾 七叔
- 石　雲 飾 相士
- 虞天偉 飾 司機黃（的士司機）
- 陳曉芸 飾 女仔
- 陳中堅 飾 何壽年
- 何金靈 飾 Eric
- 郭少芸 飾 LuLu（陳家榮，陳家安逄場作戲之女伴）
- 林文森 飾 MiMi
- 談泉慶 飾 李永仁（被陳牛推跌落樓致死）
- 鄭　嵐 飾 鍾玲
- 劉海靈 飾 莉莉
- 歐陽燕澕 飾 老闆娘
- 劉實琼 飾 女顧客
- 梁　雄 飾 拾荒者
- 羅國輝 飾 法醫官
- 祝文君 飾 孫泳紅（陳家榮在馬來西亞的女友）
- 孫季卿 飾 盲公
- 黃文標 飾 流浪漢（於第20集打死陳滔）
- 游　飇 飾 流浪漢（於第20集打死陳滔）